# Escadron spécial d'automitrailleuses de cavalerie du Levant
Pour l'escadron spécial d'automitrailleuses légères du désert, voir automitrailleuses légères du désert.
L'escadron spécial d'automitrailleuses de cavalerie du Levant (ESAMCL) est une unité blindée des troupes spéciales du Levant pendant la période du mandat français en Syrie et au Liban.

## Historique
L'escadron est formé le 5 mai 1929 à partir du 6e escadron d'automitrailleuses de cavalerie venu en renfort en Syrie en 1925. Formé de personnels autochtones, l'ESAMCL est équipé d'automitrailleuses White modèle 1917 et est stationné à Alep.
Il est dissous le 1er septembre 1933 et ses éléments renforcent les trois escadrons du 8e groupe d'automitrailleuses (8e GAM). Des pelotons formés de soldats syriens sont remis sur pied à partir de 1934 au sein du 8e GAM et les pelotons spéciaux d'automitrailleuses (PSAM) subsistent jusqu'en 1945.